# Non disturbare il can che dorme (film 1957)
Non disturbare il can che dorme (Tops with Pops) è un film del 1957 diretto da Joseph Barbera e William Hanna. È il centocinquesimo cortometraggio animato della serie Tom & Jerry, prodotto dalla Metro-Goldwyn-Mayer e uscito negli Stati Uniti il 22 febbraio 1957. È un remake shot-for-shot in CinemaScope dell'omonimo cortometraggio del 1949. Le uniche differenze rispetto al corto originale sono l'aspect ratio, i contorni dei personaggi più marcati e gli sfondi più stilizzati. Inoltre, le cucce di Spike e Tyke hanno i loro nomi scritti sopra invece delle parole "padre" e "figlio", e i personaggi hanno una colorazione differente. Il corto segna l'ultima apparizione di Tyke nella serie (il personaggio riapparirà al cinema solo nei due corti della serie Spike and Tyke, quello stesso anno).

## Trama
Mentre Spike e Tyke stanno dormendo in giardino, Jerry entra nella cuccia del cucciolo per nascondersi da Tom. Il gatto sveglia Tyke tirandolo fuori dalla cuccia, e Spike lo avverte che se lo troverà ancora a infastidire suo figlio, lo farà a pezzi. Nonostante abbia paura di Spike, Tom prova comunque a catturare Jerry, ma viene sempre scoperto da Spike e gli sfugge per un pelo. Decide allora di attirare il cane in un capanno usando una bistecca. Dopo averlo chiuso dentro, intrappola Jerry in un barile capovolto. Tuttavia il topo fugge da un'asse del barile, e mette il dormiente Tyke al suo posto. Spike, dopo aver demolito una parete del capanno, va da Tom e gli ordina di alzare il barile. Il gatto inizialmente pensa che sotto il barile ci sia Jerry, ma vedendo il topo sopra lo steccato si prepara al peggio. Dopo aver visto che sotto il barile c'è suo figlio, Spike picchia violentemente Tom e lo spella vivo. Spike, Tyke e Jerry usano quindi la pelliccia di Tom come tappeto su cui dormire, mentre il gatto aspetta armato fuori dallo steccato, indossando una botte.